# HOUSEI
HOUSEI株式会社（ほうせい、HOUSEI Inc.）は、東京都新宿区に本社を置き、受託システム開発事業や各種クラウドサービスを行っている日本のシステムインテグレーターである。

## 概要
北大方正集団（1986年に北京大学の100%出資により設立）のグループ企業である方正控股有限公司の出資により東京都品川区に1996年に設立された。
2014年に社長の管祥紅がMBOにより北大方正集団から買い取って独立。その後、2021年9月13日に「HOUSEI株式会社」へ社名変更した。
方正株式会社及び方正株式（武漢）科技開発有限公司は、歴史的な経緯から名称は同じ「方正」を使っているが、北大方正集団との資本関係は無い。また、業務上、資金上も北大方正集団に依存するものは無い。ソフトウェア著作権等の知的財産権もHOUSEIが有している。

## 沿革
- 1996年
  - 方正株式会社を設立
  - Windows対応組版ソフト FounderFIT1.0 リリース
  - Windows対応新聞組版ソフト FounderMegalith1.0 リリース
- 1997年
  - 日本アイ・ビー・エム株式会社と特約代理店契約を締結
  - プロセス資材株式会社（現・富士フイルムグラフィックシステムズ）と代理店契約を締結
  - 日本サイテックス株式会社（現・クレオ）と代理店契約を締結
- 1999年
  - リョービイマジクス株式会社と業務提携を締結
  - 中国・北京研究所を開設
  - 株式会社リクルートへ中古車情報誌編集システム開発を納入
- 2000年
  - 中国・北京の研究開発センターを法人化し、北京方正国際軟件系統有限公司（現連結子会社）を設立
  - コニカビジネスマシン株式会社（現・コニカミノルタジャパン）との共同出資により、パワープリント株式会社を設立
  - 中国の華中科技（理工）大学の協力により、武漢研究所を開設
  - カナダ・トロントに研究所を開設
- 2001年
  - 商品カタログ製作システムリリース
  - 第16回新聞製作技術展JANPS2001出展 展示賞受賞
  - カナダのトロント研究所を法人化し、Founder International North America Inc.を設立
- 2002年
  - Web出版管理システム（記事検索・課金システム）リリース
  - FounderFIT 新バージョン DB連動 FounderFIT Enterprise edition 発表
- 2003年
  - 株式会社アスコンとチラシ制作および流通業向けソリューションの開発・販売について業務提携を締結
  - 株式会社角川書店（現・角川グループパブリッシング）へ台割進行管理システムを納入
- 2004年
  - Vector（www.vector.co.jp）にて方正TrueTypeフォントのダウンロード販売開始
  - 武漢支社を武漢方正国際軟件系統有限公司（現・連結子会社）として独立法人化
  - 業務拡大のため、品川区大井に本社移転
  - 関西エリア事業拡大のため、大阪事務所開設
- 2005年
  - 新聞業界のソフト開発に特化した株式会社シスインを子会社化
  - 株式会社講談社へ広告台割システムを納入
  - 方正国際（北京）の李平立（リーピンリー）が森澤信夫印刷技術賞を受賞
- 2006年
  - 求人情報誌制作システムパッケージ版発売開始
  - 業務拡大のため、中国の北京市海淀区に方正国際（北京）を移転
- 2007年
  - 株式会社毎日新聞社へ広告業務管理システムを納入
  - 株式会社学習研究社（現・学研ホールディングス）へGPS（制作資材管理）システムを納入
- 2008年
  - 自動改札システムの開発を行った北京地下鉄5号線が開通
  - Founder Pack#（Adobe Illustrator CS3 プラグイン製版ソフト）販売開始
- 2009年
  - 株式会社シスインを合併
  - サーバー型自動組版システム FNP-X 販売開始
- 2010年
  - 株式会社日刊スポーツ新聞社「東阪統合システム」稼動
  - 丸善株式会社と日中電子コンテンツ流通に関する業務提携契約締結
  - 株式会社日刊スポーツ新聞社「東阪統合システム」新聞協会賞技術部門受賞
- 2011年
  - 全日本空輸iPad向けアプリ「ANA Virtual Airport」配信開始
  - PAGE2011に出展
  - モデリスタ株式会社よりプリントマネジメント事業を譲り受け
- 2012年
  - PAGE2012に出展
  - ESEC2012に出展
- 2013年
  - PAGE2013に出展
  - ESEC2013に出展
- 2014年
  - 日刊スポーツ新聞社「新統合組版システム」稼動
  - 事業拡大のため、文京区後楽2丁目住友不動産飯田橋ビル4号館に本社移転
- 2015年
  - PAGE2015に出展
  - GNG合同会社設立。インバウンド旅行客向けマッチングサービス提供事業
  - aiSports株式会社設立。スポーツコミュニティアプリの開発と運営事業
  - JANPS2015に出展
  - IGAS2015に出展
- 2016年
  - PAGE2016に出展
  - 株式会社Okulo設立。株式会社GNGの事業をOkuloに統合
  - 往来技術社を提携してテレビ会議システムの販売開始
- 2017年
  - PAGE2017に出展
  - [関西]教育ITソリューションEXPOに出展
- 2018年
  - 往来技術株式会社からSESサービスおよび受託開発サービスを譲受
  - 子会社として、方正株式（武漢）科技開発有限公司を中国湖北省武漢市に設立
  - PAGE2018に出展
  - EPSホールディングス株式会社への第三者割当増資を実施
  - JANPS2018に出展
  - 子会社として24ABC株式会社を設立
- 2019年
  - ケンブリッジ・テクノロジー・パートナーズ株式会社と日中での業務提携を発表
  - コンテンツ不正利用監視サービス「CosmosEye（コスモスアイ）」をリリース
  - 株式会社ソリッドシステムソリューションズと業務提携
  - 不動産業者向け契約書管理サービス「FRES（フレッシュ）」をリリース
- 2020年
  - クラウド型CRMサービス「CustomerIQ（カスタマーアイキュー）」をリリース
  - page2020に出展
  - 求人業界初の営業支援ツール「客ココ便利くん」をリニューアル
  - AI検温顔認証端末「WelcomID（ウェルカムアイディー）」を販売開始
  - コンテンツ東京に出展
  - ブライダル産業フェアに出展
- 2021年
  - HOUSEI株式会社に社名変更
- 2022年
  - 東京証券取引所グロース市場に上場
- 2023年
  - 子会社としてSEVEN & EIGHT SYSTEM株式会社を設立
  - アイード株式会社の株式を取得、完全子会社化
  - ログリー株式会社と業務提携

## 事業概要
受託システム開発
- 業種別ソリューション提供と業務システム開発：新聞社・出版社などメディア業界、製造業、流通業、金融業、医療業界など

クラウドサービス
- 越境ECプラットフォームサービス、インバウンド旅行者向けマッチングサービス、国際決済サービス

IT人材派遣サービス
- ソフトウェア・プロダクト販売

中国フォントライセンス販売、印刷業界向け組版・製版ソフトウェア販売
プリントマネージメントサービス

## 主な製品・サービス
- imprai：生成AI開発プラットフォーム
- WelcomID：顔認証端末
- WelcomID無人店舗ソリューション
- WelcomIDアルコールチェッカー
- eRESERvest：顔認証予約システム
- ezRepo：帳票出力システム
- Pixtock：デジタルメディアデータベース
- NOVO：コンテンツ管理システム
- Megalith：サブスクリプション型DTP組版システム
- Mobiusオンライン教育プラットフォーム
- FRES次世代賃貸管理

## グループ企業
- 璞華国際科技（武漢）有限公司
- SEVEN&EIGHT SYSTEM株式会社
- アイード株式会社
- 璞華供給鎖（蘇州）有限公司
- 方正環球科技有限公司

## 所属団体
- 公益財団法人財務会計基準機構
- 公益社団法人日本印刷技術協会(JAGAT)
- 日本新聞製作技術懇話会(CONPT)
- 東京商工会議所